# 加勒比大火成岩省
加勒比大火成岩省（英語：Caribbean large igneous province）主要由洪流玄武岩組成，並形成一片大型火成岩區域。它是目前東太平洋海底高原大洋高原的源頭，而加勒比-哥倫比亞海底高原則是其構造之殘餘。此海底高原之更深處位於北美和南美板塊的邊緣。火山活動發生在1億3千9百萬至6900萬年前，大部分活動發生在9500萬至8800萬年前之間。據估計，此海底高原之體積約為4百萬立方公里。